# Corporación de Radiodifusión Israelí
La Corporación de Radiodifusión Israelí (en hebreo: תאגיד השידור הישראלי‎), más conocida por la marca Kan (en hebreo: כאן‎; en español, «Aquí») es la radiodifusora pública de Israel desde 2017.
La empresa fue constituida en 2015 como reemplazo de la anterior corporación pública, la Autoridad de Radiodifusión de Israel (IBA). Después de un año de negociación, el nuevo medio pudo comenzar sus emisiones el 15 de mayo de 2017 sobre las frecuencias de su antecesor. Kan gestiona nueve emisoras de radio, tres canales de televisión y un portal web multimedia con video bajo demanda.

## Historia
La Corporación de Radiodifusión Israelí (IPBC) es la sustituta de la Autoridad de Radiodifusión de Israel (IBA), la empresa pública israelí durante 49 años. Con problemas financieros desde la irrupción de la televisión privada en los años 1990, la IBA arrastraba números rojos y una elevada plantilla, formada por más de 1.050 empleados. En 2014 la Knéset aprobó una reforma de los medios públicos israelíes mediante el cierre de la IBA, su reemplazo por una nueva empresa, y la eliminación del impuesto directo de radiodifusión.
Inicialmente previsto para 2016, el lanzamiento de IPBC ha sufrido varios retrasos, tanto por las negociaciones sobre los despidos como por las disputas en la coalición de gobierno. El primer ministro Benjamín Netanyahu pretendía abortar el cambio, alegando que la plantilla contratada por IPBC desempeñaría una línea informativa crítica con el ejecutivo, pero finalmente acordó con sus socios que el nuevo medio naciera sin servicios informativos, segregados en otra empresa. No obstante, la Corte Suprema de Israel suspendió la estructura planteada un día antes del lanzamiento, por lo que sí habrá redacción.
Las emisiones de Kan comenzaron el 15 de mayo de 2017, sobre las frecuencias de la antigua IBA que habían sido cerradas un día antes. El nuevo medio nació con una plantilla de 450 empleados.

## Servicios

### Radio
- Kan Reshet Bet: Actualidad e información en directo.
- Kan Gimmel: Música israelí.
- Kan Tarbut: Programación cultural.
- Radio Makan: Radio en árabe palestino.
- VoisFarsi: Radio en idioma persa. Si bien es una emisora estatal, actualmente no está vinculada a Kan.
- Kan REKA: Emisora para los inmigrantes de Israel. Emite en 13 idiomas, entre ellos una hora diaria en español, aunque la mayoría de los programas son en idioma ruso. Asimismo, hay emisiones semanales en ladino o judeo-español.
- Kan 88: Especializada en música contemporánea israelí e internacional.
- Kan Kol Ha Musica: Emisora de música clásica.
- Kan Moreshet: Radio dedicada a la comunidad judía ortodoxa.

El sitio web de KAN contó en sus días iniciales con 7 emisoras musicales exclusivamente digitales:
- Kan Nostalgia
- Kan Yam Tichon (Kan Mediterranean Sea)
- Kan Si Haregesh (Kan Peak of Emotion)
- Kan Ktzat Acheret (Kan Something Different)
- Kan 80's-90's
- Kan Lahitim (Kan Hits)
- Kan Klasi (Kan Classical)

### Televisión
- Kan 11 - Canal generalista en idioma hebreo, heredero del desaparecido Canal 1. El número 11 es por la frecuencia en la que se ubica en los servicios de cable y satélite digitales (HOT y Yes).
- Kan Hinuchit: Canal infantil y juvenil de índole educativa. Es la sucesora de IETV y fue lanzada el 15 de agosto de 2018. Transmite en el canal 80 de HOT y Yes.
- Makan 33 - Canal generalista en idioma árabe. Transmite en el canal 33 de HOT y Yes.

Todos los canales pueden verse en vivo a través del sitio web de la corporación sin restricción.